# Vincent (filme)
Vincent (mesmo nome em Portugal e no Brasil) foi o primeiro curta-metragem de animação de Tim Burton, realizado em 1982, onde ele já revela as suas tão marcantes e peculiares características, evidenciadas em grandes sucessos de bilheteira posteriormente realizados.
Tal como o filme de culto O Estranho Mundo de Jack, Vincent foi realizado em stop-motion, mas ainda a preto e branco.
O filme é conduzido em forma de poema, tendo sido escrito por Tim Burton e narrado por Vincent Price.

## Sinopse
O curta retrata a infância do excêntrico jovem Vincent Malloy, refletindo fragmentos da infância do realizador do filme e a sua admiração por Vincent Price, que influenciou muito no seu estilo.

## Prêmios e Indicações

### Prêmios
Ottawa International Animation Festival
- Melhor filme - escolha do público: 1984[1]